# Bagdad Express
Bagdad Express is een spionageroman van auteur Gérard de Villiers en het 150e deel uit de S.A.S.-reeks met als protagonist de Oostenrijkse prins en freelance CIA-agent Malko Linge.

## Het verhaal
Het regime van Saddam Hoessein weigert openheid van zaken te geven omtrent het wel of niet in bezit hebben van massavernietigingswapens. Hoewel de afgezanten van de Verenigde Naties geen aanwijzingen hebben gevonden over het bezit ervan weten de Verenigde Staten de leden van de Verenigde Naties er toch van te overtuigen dat Irak over massavernietigingswapens bezit.
“Bagdad Express” een vicieuze, Machiavellistische samenzwering bekokstooft door de CIA om het regime van Saddam Hoessein om ver te werpen door middel van verraad.
De Israëlische Mossad heeft echter geen belang bij het welslagen van dit plan en doet er dan ook alles aan om het initiatief te dwarsbomen.

## Personages
- Malko Linge, Oostenrijkse prins en CIA-agent

De ligging van Irak in het Midden-Oosten.

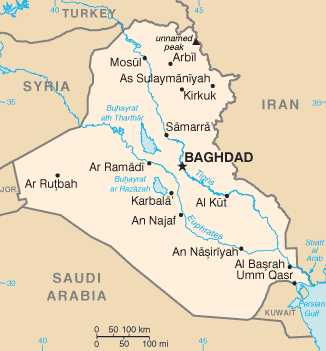
Een overzichtskaart van Irak en de hoofdstad Bagdad.